# Oystermouth Castle
Oystermouth Castle (walisisk: Castell Ystum Llwynarth) er en normannisk borg i Wales, der ligger med udsigt til Swansea Bay mod øst og Gowerhalvøen nær landsbyen Mumbles.
Den blev opført kort efter 1106, sandsynligvis af William de Londres fra Ogmore Castle. I 1650 blev den beskrevet som ikke havende nogen brug.
Den blev renoveret i 2010 for ca. £1 mio.